# (1011) Laodamia
(1011) Laodamia ist ein Asteroid des Hauptgürtels, der am 5. Januar 1924 vom deutschen Astronomen Karl Wilhelm Reinmuth in Heidelberg entdeckt wurde.
Seine Umlaufbahn hat eine Große Halbachse von 2,3932 und eine Bahnexzentrizität von 0,3495. Damit bewegt er sich in einem Abstand von 1,5568 (Perihel) bis 3,2296 (Aphel) astronomischen Einheiten in 3 a 256 d um die Sonne. Die Bahn ist 5,49° gegen die Ekliptik geneigt. In rund ca. 5,712 h rotiert er um die eigene Achse.